# Ten Media
Ten Media, cuya razón social es Ten Media, S.L., es una empresa española dedicada a la producción de televisión. Fue fundada en 2007 con el nombre de Central Broadcaster Media y cambió su denominación social en 2016. 

## Historia
Ten Media se constituyó el 2 de mayo de 2007 con el nombre de Central Broadcaster Media y un capital social de 72.854,20 euros. Su fundador y primer administrador único fue D. Raúl Berdonés, uno de los socios fundadores y accionistas mayoritarios del Grupo Secuoya. El objeto social de la empresa era la prestación de servicios de comunicación audiovisual, radiofónica y televisiva, entre los que se incluyen el servicio integral de delegaciones, las salas de posproducción y los servicios ad hoc.
En 2016, la empresa salió del Grupo Secuoya y pasó a tener un consejo de administración compuesto por nueve consejeros, entre los que se encontraban Manuel Alamillo Frías, Mariano Moreno Hernández, Fiesxi Inversiones S. L., Sponsorship Consulting Media S. L., Tanalata Servicios y Gestiones S. L., Cardomana Servicios y Gestiones S. L., Jorge José Sánchez Gallo, Carlos López Martín de Blas y José Sánchez Montalbán. Este último fue nombrado vicesecretario no consejero y Carlos López Martín de Blas fue nombrado secretario no consejero. Sponsorship Consulting Media fue designada como consejero delegado y presidente del consejo.
En 2016, la empresa cambió su nombre a Ten Media.

## Actividad
Ten Media se dedica a la producción de televisión y radio, tanto propia como ajena. 
| Logo | Canal                         | Inicio de transmisiones      | Formato de imagen |
| ---- | ----------------------------- | ---------------------------- | ----------------- |
|      | Ten Canal de entretenimiento. | 28 de abril de 2016 (8 años) | HD                |